# Sheila Kaul
Sheila Kaul (Hindi शीला कौल Śīlā Kaul; * 7. Februar 1915 in Lucknow, United Provinces, Britisch-Indien; † 13. Juni 2015 in Ghaziabad) war eine indische Politikerin des Indischen Nationalkongresses.

## Leben
Kaul begann 1953 als Sozialarbeiterin für das Rote Kreuz in Lucknow zu arbeiten. Nach Tätigkeiten in der Stadtverwaltung wurde sie 1968 Mitglied des Oberhauses im Parlament von Uttar Pradesh. Bei der gesamtindischen Parlamentswahl 1971 gewann sie erstmal den Sitz für den Wahlkreis Lucknow. Auch 1980 und 1984 für Lucknow sowie 1989 und 1991 für Raebareli wurde sie in die Lok Sabha gewählt.
Nach der Parlamentswahl 1980 war sie unter Indira Gandhi bis 1984 Staatsminister für Bildung, Kultur und Soziales. Von 1991 bis 1995 bekleidete sie das Amt des Ministers für Stadtentwicklung im Kabinett unter Premierminister P. V. Narasimha Rao und diente danach für fünf Monate bis April 1996 als Gouverneur von Himachal Pradesh.
Ein aus ihrer Amtszeit als Ministerin in den 1990er Jahren stammender Korruptionsfall beschäftigte die indischen Gerichte und die fast 100-jährige Kaul auch noch zwei Jahrzehnte später.
Sheila Kaul gehörte zum weiteren Kreis der Nehru-Gandhi-Familie: Sie war mit dem Botaniker Kailas Nath Kaul (1905–1983) verheiratet, dessen ältere Schwester Kamala die Ehefrau Jawaharlal Nehrus war.